# Макшихи, Бернар
Бернар МакШихи (англ. Bernard MacSheehy; 1774—1807) — французский военный деятель, ирландского происхождения, полковник (1800 год), участник революционных и наполеоновских войн.

## Биография
Бернар МакШихи родился 2 декабря 1774 года в Дублине в старинной военной семьи. Его дед Брайан (англ. Brian MacSheehy; —1783) принимал участие в войне за Австрийское наследство.
Бернар получил образование получил в Ирландском колледже в Париже. В 1794 году вступил на французскую военную службу. 4 мая 1794 года был назначен Комитетом общественного спасения переводчиком экспедиции в Вест-Индию. В 1796 году входил в штаб Внутренней армии генерала Атри. 30 июня 1796 года был произведён в капитаны. Служил в Западной армии. С декабря 1796 года по январь 1797 года выполнял специальную миссию в Ирландии по поручению генерала Гоша, составлял отчёт о положении дел в стране перед предстоящим французским вторжением. После возвращения во Францию, 24 января 1797 года был переведён в Самбро-Маасскую армию и назначен адъютантом лидера «Общества Объединённых Ирландцев» Теобальда Вольфа Тона. 6 июля 1797 года возглавил роту в 48-й полубригаде линейной пехоты. 18 февраля 1798 года был зачислен в штаб Рейнской армии. 17 марта 1798 года включён в состав Восточной армии генерала Бонапарта. Участвовал в Египетской экспедиции, командовал Мальтийским легионом в составе 2-й бригады генерала Вердье пехотной дивизии генерала Дюгуа. Был награждён почётной саблей за победу при Суэце. 21 февраля 1800 года произведён генералом Клебером в полковники штаба, и 21 сентября назначен начальником штаба 2-й пехотной дивизии.
После возвращения во Францию, 19 марта 1802 года вошёл в штаб 18-го военного округа. Затем служил в лагерях в Дюнкерке и Брюгге. 31 августа 1803 года по приказу Первого консула, Макшихи приступил к формированию Ирландского легиона в Морле. В декабре того-же года возглавил легион, но уже в сентябре 1804 года был вынужден передать командование полковнику Петтрецоли вследствие скандала, вызванного дуэлью двух ирландских офицеров.
13 сентября 1805 года был назначен начальником штаба пехотной дивизии Дежардена 7-го армейского корпуса маршала Ожеро Великой Армии. Принимал участие в кампаниях 1805, 1806-1807 годов. 8 февраля 1807 года был убит пушечным ядром в кровопролитном сражении при Прейсиш-Эйлау.

## Воинские звания
- Капитан (30 июня 1796 года, утверждён 9 марта 1797 года);
- Командир батальона (29 августа 1798 года);
- Полковник штаба (21 февраля 1800 года, утверждён 25 марта 1801 года).

## Награды
Легионер ордена Почётного легиона (5 февраля 1804 года)
 Офицер ордена Почётного легиона (14 июня 1804 года)